# Lacq
Lacq ist eine südwestfranzösische Gemeinde mit 1034 Einwohnern (Stand: 1. Januar 2022) im Département Pyrénées-Atlantiques in der Region Aquitanien. Die Gemeinde gehört zum Arrondissement Pau und ist Mitglied im Gemeindeverband Communauté de communes de Lacq-Orthez.

## Gemeindegliederung

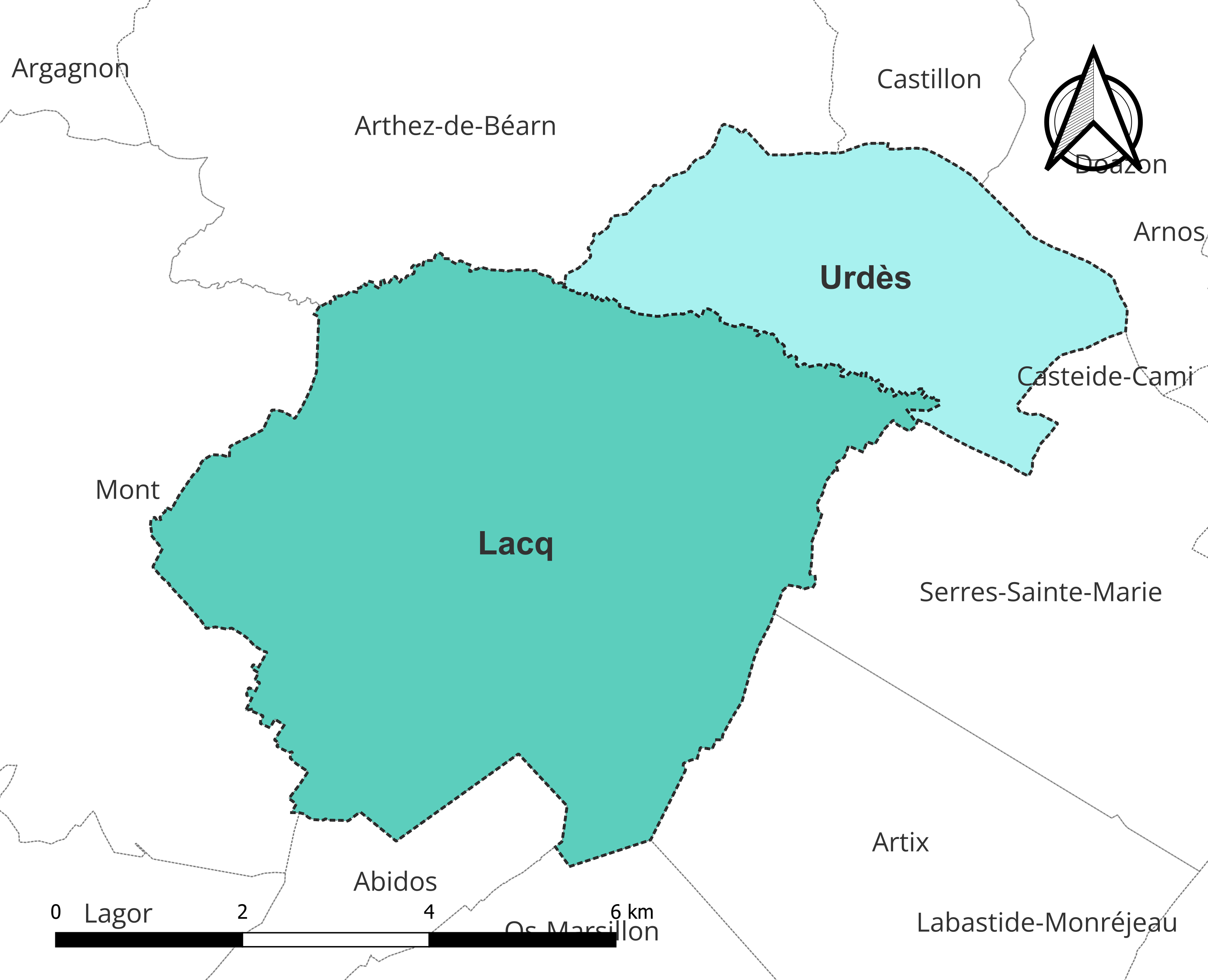
Gemeindegliederung

Sie entstand mit Wirkung vom 1. Januar 2024 als Commune nouvelle durch Zusammenlegung der bis dahin selbstständigen Gemeinden Lacq und Urdès, die fortan den Status von Communes déléguées besitzen. Der Verwaltungssitz befindet sich in Lacq.
| Commune déléguée       | Ehemaliger INSEE-Code | PLZ   | Fläche (km²) | Einwohnerzahl (2022) |
| ---------------------- | --------------------- | ----- | ------------ | -------------------- |
| Lacq (Verwaltungssitz) | 64300                 | 64170 | 17,05        | 734                  |
| Urdès                  | 64541                 | 64370 | 05,89        | 300                  |

## Geografie

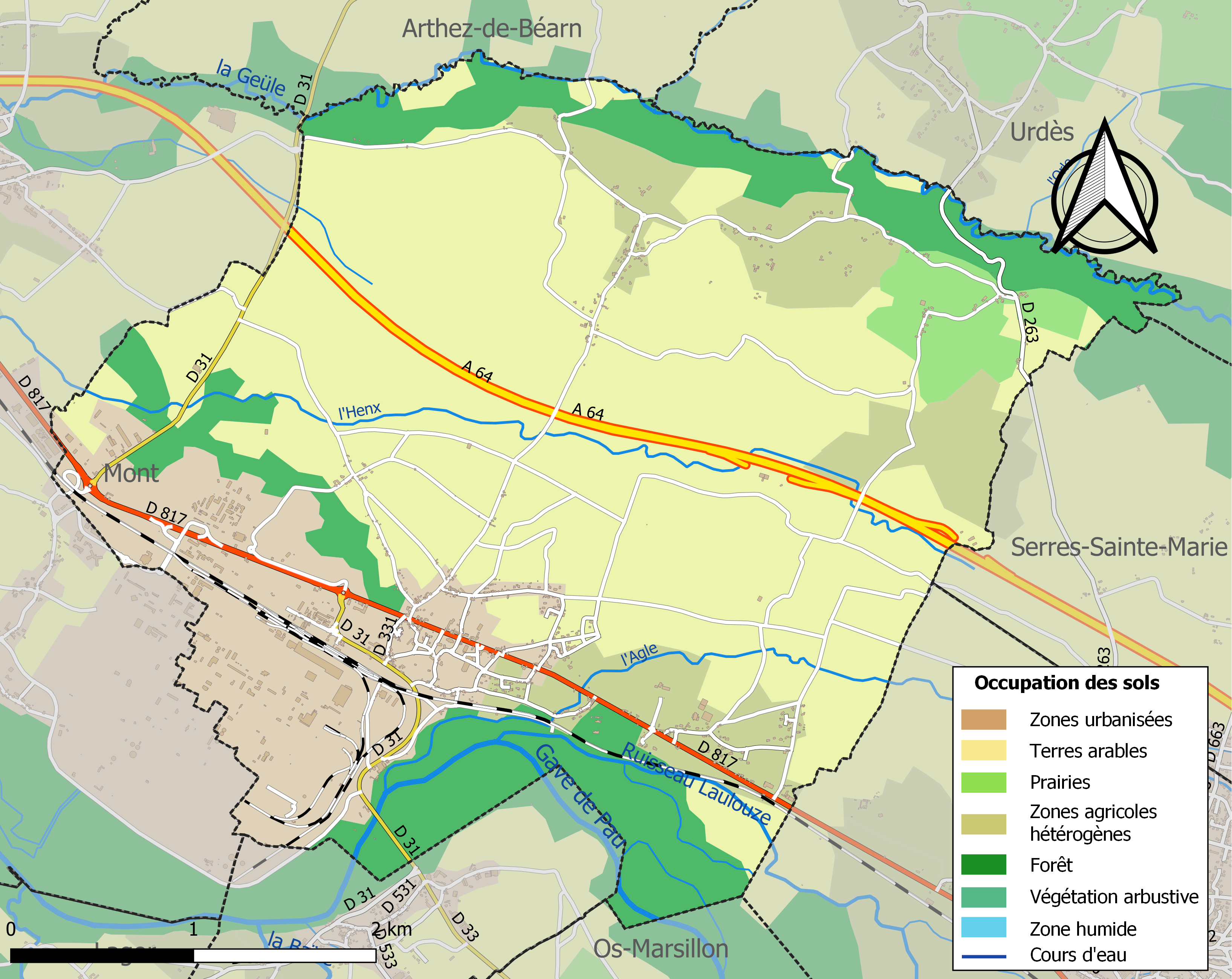
Gewässer und Straßen der Gemeinde

Lacq liegt auf dem Nordufer des Gave de Pau, in den hier seine Zuflüsse Laulouze und Agle einmünden, im Norden der historischen Provinz Béarn in einer Höhe von ca. 115 m. Weitere Fließgewässer sind der Henx, der das Gemeindegebiet von Ost nach West durchquert und in der Nachbargemeinde Mont in den Gave de Pau mündet, sowie die Geüle, die weiter nördlich das Gebiet der Gemeinde von Ost nach West durchquert und in der Gemeinde Mont in den Henx mündet.
Die Städte Pau und Orthez liegen etwa 25 Kilometer (Fahrtstrecke) südöstlich bzw. etwa 18 Kilometer nordwestlich. Das Klima ist gemäßigt; Regen (ca. 970 mm/Jahr) fällt übers Jahr verteilt. Zur Gemeinde gehört auch das 1972 in den Ort Lacq eingemeindete und ca. 100 Einwohner zählende Dorf Audéjos.
Umgeben wird Lacq von den acht Nachbargemeinden:
| Arthez-de-Béarn | Castillon                                   | Doazon              |
| Mont            | Kompassrose, die auf Nachbargemeinden zeigt | Serres-Sainte-Marie |
|                 | Abidos Os-Marsillon                         | Artix               |

## Sehenswürdigkeiten
- Pfarrkirche Saint-Martin in Lacq aus dem Ende des 19. Jahrhunderts
- Pfarrkirche Saint-Vincent-Diacre in Audéjos, 1905 errichtet
- Kirche Saint-Barthélémy in Urdès

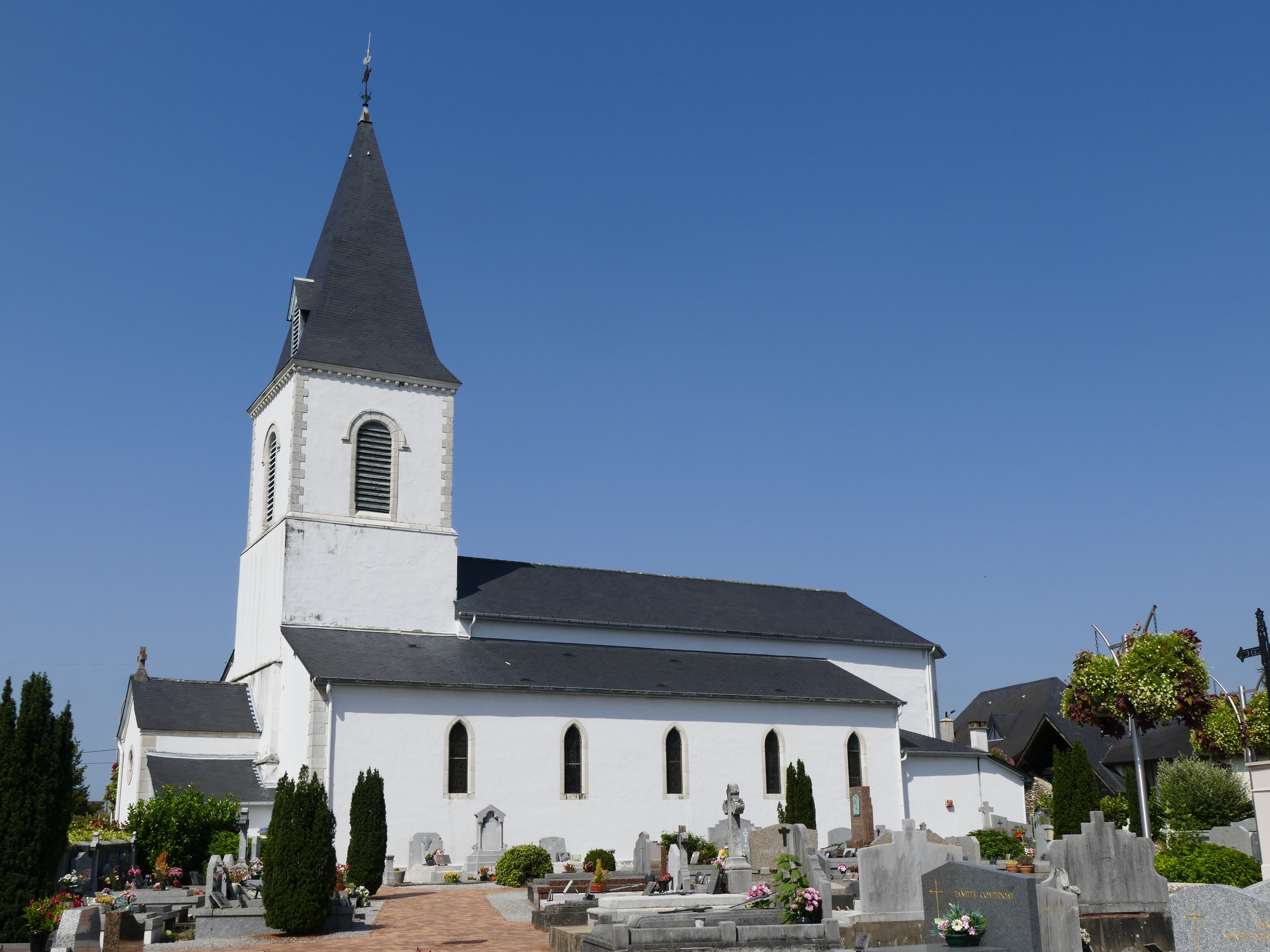
Pfarrkirche Saint-Martin
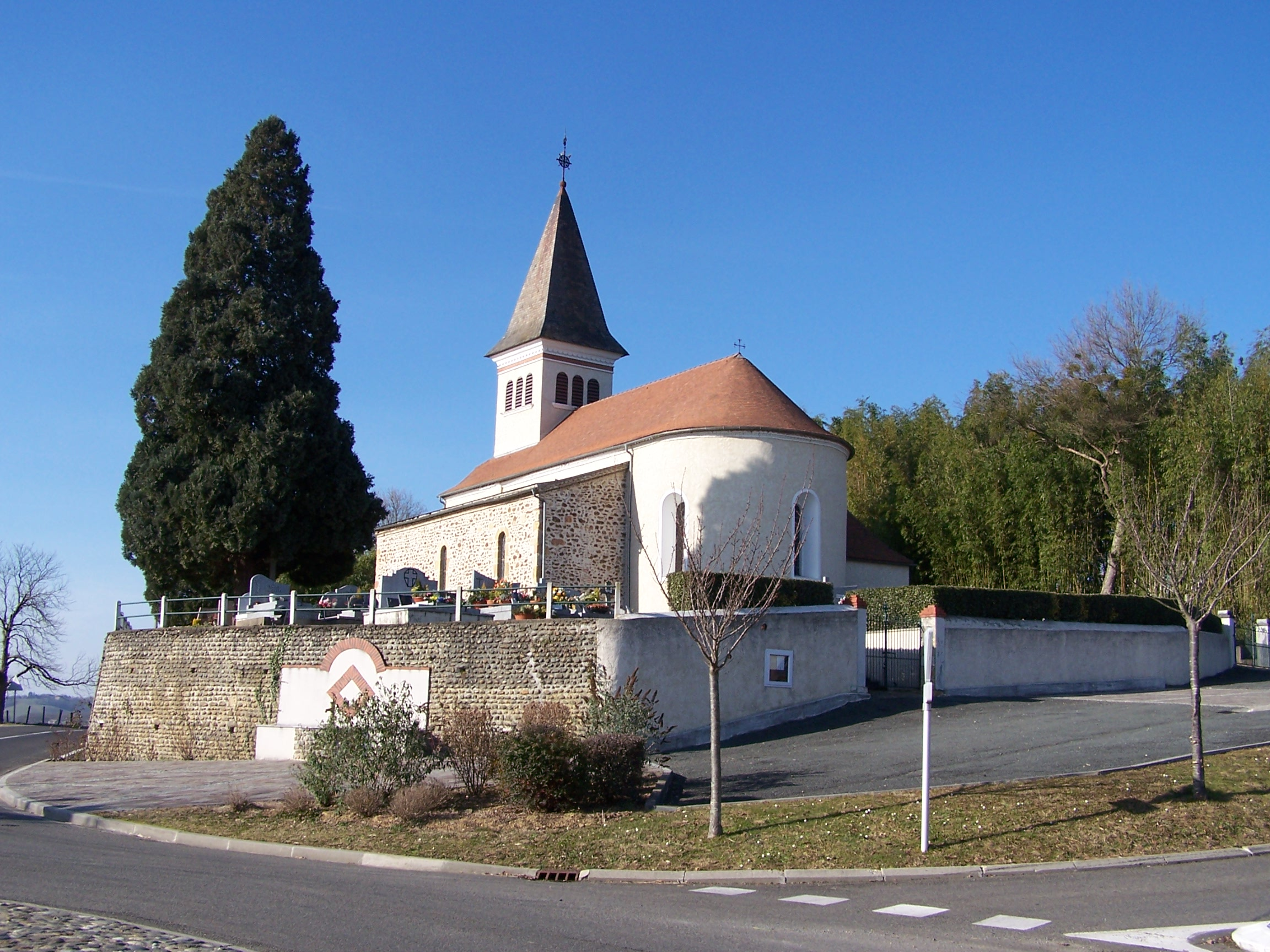
Kirche Saint-Barthélémy

## Bildung
Die Gemeinde verfügt über
- eine öffentliche Vor- und Grundschule (École primaire) in Lacq[3] und
- eine öffentliche Grundschule (École élémentaire) in Urdès.[4]

## Wirtschaft
- Der Untergrund unter Lacq enthält Schwefel in Form von gasförmigem Schwefelwasserstoff (H2S), aus dem durch Oxidation kristalliner Schwefel hergestellt wird, der dann transportiert und weiterverarbeitet werden kann.
- Bei Lacq befindet sich Frankreichs größtes Erdgasfeld.
- In Lacq wurde die erste französische Demonstrationsanlage errichtet, in der die gesamte Kette des Oxyfuel-Prozesses, von der Sauerstoffproduktion bis zur Einlagerung des Kohlendioxids in einer ehemaligen Erdgaslagerstätte in industriellem Maßstab getestet wird. Im Zeitraum von 2009 bis 2013 wurden insgesamt mehr als 51.000 Tonnen Kohlendioxid abgetrennt, über eine Pipeline in ein erschöpftes Erdgasfeld in 30 km Entfernung geleitet und dort gespeichert. Bis 2016 wurden mögliche Auswirkungen auf die Umwelt beobachtet. Das Projekt diente dazu, die technische Machbarkeit zu demonstrieren, Erfahrungen und Daten zu sammeln, um die Technologie mithilfe eines industriellen Prozesses mit größeren Volumen anzuwenden, und Methoden zur geologischen Untersuchung und Überwachung von Standorten zu entwickeln.[5]
- Im Jahr 2009 befand sich mit einer Investition von 200 Millionen Euro ein Ethanol-Werk des spanischen Unternehmens Abengoa im Bau.[6]

Lacq liegt dennoch in der Zone AOC des Ossau-Iraty, eines Schnittkäses aus Schafmilch.

## Verkehr
Die Autoroute A 64 „La Pyrénéenne“ von Toulouse nach Bayonne durchquert das Gemeindegebiet von Südost nach Nordwest. Die nächste Ausfahrt 9 befindet sich in der Nachbargemeinde Artix. Die Route départementale 817, die ehemalige Route nationale 117, durchquert die Gemeinde parallel zur Autobahn und verbindet die Gemeinde mit Orthez über Mont im Nordwesten und Pau über Artix im Südosten. Die Departementsstraße 31 führt nördlich nach Arthez-de-Béarn, die Departementsstraße 33 über die 1937 errichtete Hängebrücke über den Gave südlich nach Abidos und Os-Marsillon.
Die Gemeinde liegt an der Bahnstrecke Pau–Orthez ohne Haltepunkt. Der nächste Bahnhof befindet sich in Artix.
Busse einer Linie des Öffentlichen Nahverkehrsnetzes der Region von Pau nach Orthez bedienen drei Haltestellen in Lacq.

## Gemeindepartnerschaft
Lacq pflegt eine Partnerschaft mit der spanischen Gemeinde Sant Quintí de Mediona in Katalonien.